# Par les fils de mandrin
Par les fils de mandrin (Nederlands: Door boevenzonen) is het vijfde studioalbum van Ange. Het album werd opgenomen in de Studios de Dames in Parijs. Het is het eerste album met drummer Jean Pierre Guichard. Het album is het laatste studioalbum uit het Brézovar/Haastijdperk. De elpee, met centraal thema een soort Robin Hood, ging gepaard met een uitgebreid boekwerkje over de verhaallijn van het album, bij de eerste compact disc uitgave werd niets anders meegeprint dan de titels van de nummers. Er volgde een uitgebreide tournee om het album te ondersteunen. Hoogtepunt daarvan was een optreden in het Palais des Sports met ongeveer 10.000 bezoekers.

## Musici
- Christian Décamps – zang, toetsinstrumenten, percussie, accordeon
- Jean Michel Brézovar – gitaar zang
- Daniel Haas – basgitaar, akoestische gitaar
- Francis Décamps – toetsinstrumenten waaronder mellotron, zang
- Jean Pierre Guichard – slagwerk, percussie, mondharmonica, zang

## Muziek
| Nr. | Titel                                              | schrijvers             | Duur |
| --- | -------------------------------------------------- | ---------------------- | ---- |
| 1.  | Par les fils de mandrin                            | C. Décamps, Brézovar   | 4:48 |
| 2.  | Au Café du Colibri                                 | C. Décamps, Guichard   | 3:59 |
| 3.  | Ainsi s’en ira la pluie                            | C. Décamps, Guichard   | 6:11 |
| 4.  | Autour de feu                                      | C. Décamps, Haas       | 3:06 |
| 5.  | Saltimbanques                                      | C. Décamps, Haas       | 4:17 |
| 6.  | Des yeux couleur d’enfants                         | C. Décamps, F. Décamps | 4:20 |
| 7.  | Atlantis – Les géants de la 3eme lune              | C. Décamps, F. Décamps | 4:58 |
| 8.  | Hymne a la vie (1.Cantique, 2.Procession, 3.Hymne) | C. Décamps, Brézovar   | 9:48 |

Voor de Engelstalige markt verscheen By the sons of mandrin.